# Llista de topònims de Tarerac
Llista de topònims (noms propis de lloc) de Tarerac (Conflent).
Informació actualitzada per un bot. Els canvis manuals es perdran quan s'actualitzi!

## collada
| imatge | Nom                | Ubicat a          | instància de             | Detalls               | coordenades                                                     | Protecció | Commons (més fotos) | Dades a WD                    |
| ------ | ------------------ | ----------------- | ------------------------ | --------------------- | --------------------------------------------------------------- | --------- | ------------------- | ----------------------------- |
|        | Coll de Pic Arnau  | Tarerac Trevillac | collada                  |                       | 42° 41′ 51″ N, 2° 29′ 47″ E / 42.697536°N,2.496314°E            |           |                     | Modifica les dades a Wikidata |
|        | Collada de Tarerac | Tarerac Arboçols  | collada port de muntanya | Anomenat per: Tarerac | 42° 40′ 55″ N, 2° 29′ 54″ E / 42.682022°N,2.498328°E 688.8 msnm |           |                     | Modifica les dades a Wikidata |

## dolmen
| imatge | Nom                       | Ubicat a                   | instància de | Detalls | coordenades                                                                | Protecció | Commons (més fotos)        | Dades a WD                    |
| ------ | ------------------------- | -------------------------- | ------------ | ------- | -------------------------------------------------------------------------- | --------- | -------------------------- | ----------------------------- |
|        | Dolmen 2 del Mas Lluçanes | Tarerac                    | dolmen       |         | 42° 40′ 22″ N, 2° 30′ 46″ E / 42.672694444444°N,2.5126666666667°E Conflent |           | Dolmen du Mas Llussanes II | Modifica les dades a Wikidata |
|        | Dolmen de la Barraca      | Tarerac Pirineus Orientals | dolmen       |         | 42° 40′ 24″ N, 2° 30′ 36″ E / 42.67325°N,2.51°E                            |           |                            | Modifica les dades a Wikidata |

## muntanya
| imatge | Nom           | Ubicat a          | instància de | Detalls | coordenades                                                                  | Protecció | Commons (més fotos) | Dades a WD                    |
| ------ | ------------- | ----------------- | ------------ | ------- | ---------------------------------------------------------------------------- | --------- | ------------------- | ----------------------------- |
|        | Pic Arnau     | Tarerac Trevillac | muntanya     |         | 42° 41′ 45″ N, 2° 29′ 40″ E / 42.695883°N,2.494489°E 717.2 msnm              |           |                     | Modifica les dades a Wikidata |
|        | Roc de Curet  | Tarerac Campossí  | muntanya     |         | 42° 41′ 18″ N, 2° 29′ 09″ E / 42.688403°N,2.485717°E                         |           |                     | Modifica les dades a Wikidata |
|        | Roc del Cucut | Arboçols Tarerac  | muntanya     |         | 42° 41′ 01″ N, 2° 29′ 37″ E / 42.683733°N,2.493733°E 804.5 msnm              |           |                     | Modifica les dades a Wikidata |
|        | Roc del Moro  | Tarerac Arboçols  | muntanya     |         | 42° 40′ 42″ N, 2° 30′ 04″ E / 42.678227777778°N,2.5010805555556°E 774.5 msnm |           |                     | Modifica les dades a Wikidata |

## Misc
| imatge | Nom                        | Ubicat a | instància de                          | Detalls                                                                             | coordenades                                                                          | Protecció                     | Commons (més fotos)            | Dades a WD                    |
| ------ | -------------------------- | -------- | ------------------------------------- | ----------------------------------------------------------------------------------- | ------------------------------------------------------------------------------------ | ----------------------------- | ------------------------------ | ----------------------------- |
|        | Sant Andreu de Tarerac     | Tarerac  | església Ús: església                 | Estil: arquitectura romànica Anomenat per: Andreu apòstol Dedicat a: Andreu apòstol | 42° 41′ 26″ N, 2° 30′ 05″ E / 42.6905°N,2.5013°E 531.7 msnm                          | monument històric inventariat | Église Saint-André de Tarerach | Modifica les dades a Wikidata |
|        | casa de la vila de Tarerac | Tarerac  | instal·lació Ús: seu del govern local |                                                                                     | 42° 41′ 25″ N, 2° 30′ 02″ E / 42.690339276188°N,2.50048374681751°E fr:66320 TARERACH |                               | Town hall of Tarerach          | Modifica les dades a Wikidata |